# رابرت لانگ (دوچرخه‌سوار)
رابرت لانگ (انگلیسی: Robert Lang; ۵ اوت ۱۹۱۷ – ۱۶ اوت ۱۹۹۷) دوچرخه‌سوار اهل سوئیس بود.